# Суггестология
Суггестоло́гия (лат. suggestio «внушение» + др.-греч. λόγος «учение») — отрасль психологии, изучающая механизмы внушения, гипноза, как на расстоянии так и вблизи, как мысленно так и словесно и способы его практического применения. За основу берется мысль, расстояние, телепатия, внушение и гипноз.

## История
Начало её развитию было положено более двухсот лет назад, когда венский врач Франц Антон Месмер применил гипноз для лечения нервных больных. Вначале он объяснил «магнетизм» — так называли тогда гипнотические сеансы — «всемирным тяготением». Позднее он убедился, что для проведения сеансов гипноза магнит не нужен. Он и его последователи попытались объяснить явления гипноза «флюидами», якобы исходящими от одного человека и передаваемыми другому.
И только в конце прошлого столетия русский ученый А.А. Токарский установил, что с помощью внушения можно влиять на деятельность органов чувств, регулировать функции двигательных и чувствительных нервов, работу сердца и легких, моче- и потоотделение.
Один из величайших исследователей мозга В.М. Бехтерев, внесший весомый вклад в изучение его анатомии и физиологии, показал, как влияние функций коры головного мозга изменяет частоту пульса, артериальное давление, половую деятельность. Он первый применил, научно обосновал и затем широко использовал групповой гипноз.
И, наконец, в фундаментальных трудах академика И.П. Павлова была создана единая физиологическая концепция, объяснявшая механизмы внушения появлением в коре мозга гипнотических фаз — переходных состояний от бодрствования ко сну и от сна к бодрствованию. Наличие этих фаз способствует созданию очагов возбуждения («дежурных пунктов»), через которые специальные фразы («формулы внушения») производят лечебный нормализующий эффект.
Теория И. П. Павлова получила развитие в исследованиях советских физиологов А.Г. Иванова-Смоленского, К.М. Быкова, а также психотерапевтов В.А. Гиляровского, К.И. Платонова, Н.В. Иванова, А.М. Свядоща, С.С. Либиха, продолживших плодотворные клинические исследования в области индивидуальной и групповой психотерапии.